# Корпо
Корпо (фр. Corpeau) насеље је и општина у источном делу централне Француске у региону Бургоња, у департману Златна обала која припада префектури Бон.
По подацима из 2011. године у општини је живело 1012 становника, а густина насељености је износила 216,7 становника/km². Општина се простире на површини од 4,67 km². Налази се на средњој надморској висини од 235 метара (максималној 237 m, а минималној 201 m).

## Демографија
| 1962. | 1968. | 1975. | 1982. | 1990. | 1999. | 2011. |
| ----- | ----- | ----- | ----- | ----- | ----- | ----- |
| 392   | 422   | 466   | 618   | 938   | 1.002 | 1.012 |

График промене броја становника у току последњих година